# Подвижность носителей заряда
Подви́жность носи́телей заря́да — коэффициент пропорциональности между дрейфовой скоростью носителей заряда и приложенным внешним электрическим полем. Определяет способность ионов, электронов и дырок в металлах и полупроводниках реагировать на внешнее воздействие. Обозначается буквой {\displaystyle \mu }. Размерность: м2/(В·с) или см2/(В·с). Фактически подвижность численно равна средней скорости носителей заряда при напряженности электрического поля в 1 В/м. Понятие подвижности применяется, в основном, при слабых электрических полях, когда выполняется линейность по полю и нет значимого «разогрева» носителей.

## Однородная среда
В случае изотропной среды подвижность конкретного типа носителей заряда записывается как
{\displaystyle \mu ={\frac {|v_{d}|}{|{\vec {E}}|}}},
где {\displaystyle |v_{d}|} — величина средней скорости дрейфа носителей в поле, а {\displaystyle |{\vec {E}}|} — абсолютная величина напряжённости этого поля. Из определения видно, что {\displaystyle \mu } неотрицательно в том числе при дрейфе носителей против поля, когда они отрицательно заряжены.
В однородной среде {\displaystyle \mu } не зависит от координаты.
Дрейфовая скорость вместе с концентрацией носителей {\displaystyle n} определяют плотность тока в среде:
{\displaystyle {\vec {j}}=qn\mu {\vec {E}}=\sigma {\vec {E}}},
где {\displaystyle q} — модуль заряда носителя. Если носители имеют отрицательный заряд, эта формула остаётся в силе, ибо отрицательные заряды дрейфуют против поля и направление плотности тока при этом такое же. как при дрейфе положительных зарядов по полю. Подвижность связана с проводимостью среды: 
{\displaystyle \sigma =qn\mu }
и, соответственно, с её удельным сопротивлением:
{\displaystyle \rho ={\frac {1}{qn\mu }}}.
Приведённые формулы относятся к случаю, когда электропроводность обусловлена одним типом носителей; в противном случае нужно суммировать по всем типам носителей:
{\displaystyle \sigma =\sum _{i}q_{i}n_{i}\mu _{i}},
однако во многих практических случаях один из типов носителей дает подавляющий вклад и можно приближённо пользоваться формулой для единственного носителя, имея в виду этот главный тип.
В классических моделях, таких как модель Друде (достаточно хороших почти во всех отношениях в случае твердого тела лишь для описания массивных носителей со сравнительно малой подвижностью, например, ионов, но не для электронов в металле), дрейфовая скорость имеет порядок действительной скорости движения носителей. Для случаев же, подобных случаю электронов проводимости в металле, имеющих модуль скорости порядка скорости Ферми, дрейфовая скорость, гораздо меньшая, чем эта величина, на самом деле есть лишь векторное (с учётом знака) усреднение этих больших скоростей, с учётом концентрации, которая зависит от направления (см. Модель Лифшица); однако это ничуть не мешает формально использовать понимаемую так дрейфовую скорость так, как она используется в формулах здесь.
Для подвижности в классических моделях известно также следующее выражение, получаемое из кинетического уравнения Больцмана в приближении времени релаксации :{\displaystyle \tau }
{\displaystyle \mu ={\frac {q}{|m^{*}|}}\,\tau },
где {\displaystyle m^{*}} — эффективная масса носителей.

## Тензорная запись
В анизотропной среде подвижность связывает компоненты дрейфовой скорости {\displaystyle v_{d}^{\alpha }} с компонентами электрического поля {\displaystyle E_{\beta }}
{\displaystyle v_{d}^{\alpha }=\mu _{\alpha \beta }E_{\beta }.}

## Холловская подвижность
Указанная выше подвижность носителей заряда также называется дрейфовой подвижностью {\displaystyle \mu _{d}}. Она отличается от холловской подвижности {\displaystyle \mu _{H}}, которую можно определить с помощью эффекта Холла (см. Метод ван дер Пау).
{\displaystyle \mu _{H}=r_{H}\mu _{d}},
где безразмерный параметр холловский фактор равен
{\displaystyle r_{H}={\frac {\langle \tau ^{2}\rangle }{\langle \tau \rangle ^{2}}}} 
Здесь {\displaystyle \tau } — время релаксации (по импульсам) носителей заряда, {\displaystyle \langle \cdot \rangle } — обозначают усреднение по распределению электронов по энергиям. Холл-фактор является атрибутом реального твёрдого тела и зависит от механизма рассеяния носителей: при рассеянии на ионах примеси {\displaystyle r_{H}=1.93}; при рассеянии на фононах {\displaystyle r_{H}=1.18}; в металлах и сильно вырожденных полупроводниках, а также в сильном магнитном поле, но не квантующем ({\displaystyle {\mu _{H}}^{2}B^{2}\gg 1}) {\displaystyle r_{H}=1}.

## Поверхностная подвижность
Поверхностной подвижностью называется подвижность носителей, движущихся параллельно поверхности в приповерхностной области твердого тела, связанная со специфическими механизмами рассеяния, вызванными наличием поверхности раздела двух фаз.